# Estação Ferroviária de Ponte de Sor

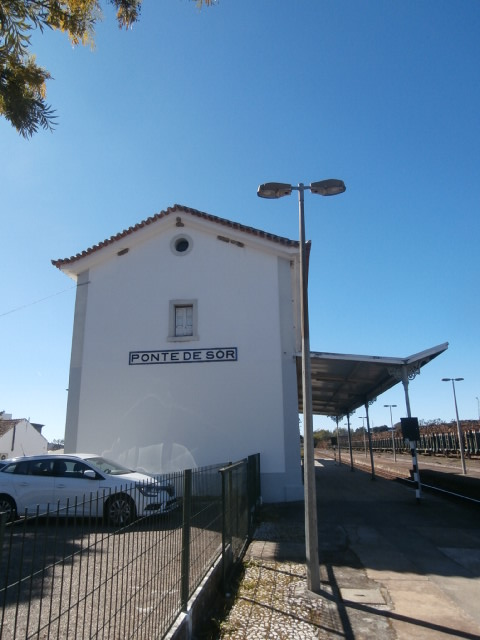
Estação de Ponte de Sor, em 2018

A Estação Ferroviária de Ponte de Sor (tradicionalmente grafado pela C.P. como Ponte de Sôr mesmo após 1945) é uma interface da Linha do Leste, que serve a localidade de Ponte de Sor, no distrito de Portalegre, em Portugal.

## Descrição

### Localização
Encontra-se junto ao Largo da Estação, na localidade de Ponte de Sor.

### Infraestrutura
Segundo o Directório da Rede 2012, publicado pela Rede Ferroviária Nacional em Janeiro de 2011, a estação de Ponte de Sor tinha duas vias de circulação, ambas com 430 m de comprimento, e duas plataformas, com 154 e 124 m de extensão, e 35 e 40 cm de altura.

### Azulejos
O edifício da estação está decorado com azulejos, do tipo de padrão.

## História

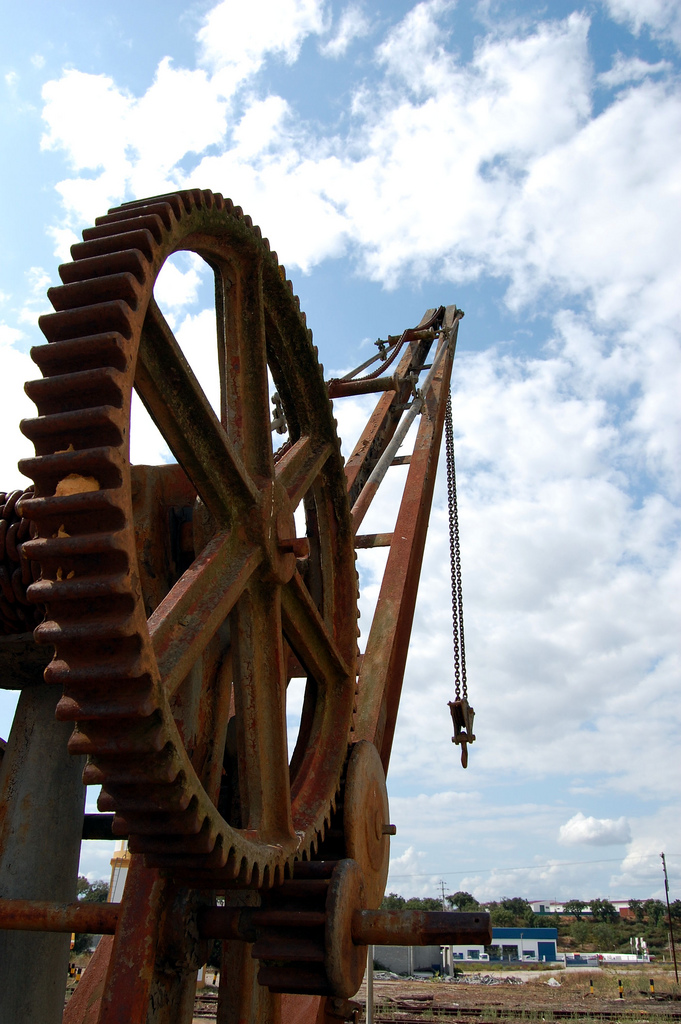
Antigo guindaste da estação

### Planeamento e inauguração
Na década de 1850, iniciou-se o planeamento para a construção de um caminho de ferro que ligasse Lisboa a Badajoz, tendo uma portaria de 6 de Novembro de 1854 criado uma comissão para determinar o traçado da linha férrea, nos pontos em que passaria o Rio Tejo e entraria na fronteira espanhola. No relatório da comissão, apresentado em 9 de Janeiro de 1855, uma das opções para o local onde atravessar o Tejo era cerca de 8 Km acima de Santarém, podendo depois a via férrea subir até à Chamusca e atravessar a planície até Ponte de Sor. Os estudos para o percurso completo da linha foram feitos pelo engenheiro Rumball, que apresentou três propostas em Agosto de 1855, tendo sido escolhida a terceira, que fazia a linha férrea passar por Ponte de Sôr. Segundo Rumball, a via férrea deixaria Abrantes pelo vale do Rio Torto, onde o terreno atingia o seu maior ponto no Alto do Padrão, descendo depois até Ponte de Sôr. Depois de Ponte de Sôr, a linha atravessaria a Ribeira de Seda e continuaria no sentido de Elvas.
Em 1856, o engenheiro Wattier também foi encarregado de analisar o futuro traçado da linha para Badajoz, onde apresentou uma proposta semelhante à de Rumball, com a via férrea a cruzar o Rio Sor perto da aldeia de Torres, a sete quilómetros de Ponte de Sôr. A construção da linha férrea foi muito atingida pelas epidemias que então grassavam por aquela região, principalmente na área de Ponte de Sôr, tendo uma carta de 1 de Junho de 1863 da Companhia Real dos Caminhos de Ferro Portugueses acentuado que «no lanço de Ponte de Sor, por exemplo, houve ocasiões em que nos vimos obrigados a interromper os trabalhos meses e meses, por adoecerem logo quantos trabalhadores se mandavam para lá». O lanço entre Abrantes e Crato da Linha do Leste, onde se situa a estação de Ponte de Sor, foi aberto pela Companhia Real em 6 de Março de 1863.

### Ligação planeada a Évora e a Lisboa
Em 14 de Setembro de 1863, foi concluída a linha férrea até Évora, e no ano seguinte o governo assinou um contrato com a Companhia dos Caminhos de Ferro do Sueste, para que esta prolongasse a sua linha até ao Crato, na Caminho de Ferro do Leste, de forma a unir as duas redes. Com a continuação das linhas do Leste e de Évora, foram mudados os planos para a ligação entre as duas linhas, que deveria ser feita através de duas vias férreas, uma até Elvas e a outra até Chança ou Ponte de Sor. O ponto de bifurcação foi fixado em Ponte de Sor pela comissão técnica de 1898, devendo a linha partir de Évora e passar por Arraiolos. Assim, a linha de Évora a Ponte de Sor foi introduzida pelo Plano da Rede ao Sul do Tejo, publicado em 15 de Maio de 1899. No entanto, a linha só foi inaugurada até Mora, em 11 de Julho de 1908, sem ter chegado a ser concluída.
Já em 1930, o Decreto n.º 18:190, de 28 de Março, introduziu vários projectos ferroviários, incluindo um, denominado de Linha do Sorraia, em bitola larga, que se iniciava nesta estação e terminava em Lisboa, passando por Couço, Quinta Grande, e Alcochete, com uma ligação ao Ramal do Montijo; o Rio Tejo seria atravessado pela Ponte de Montijo, de grandes dimensões.

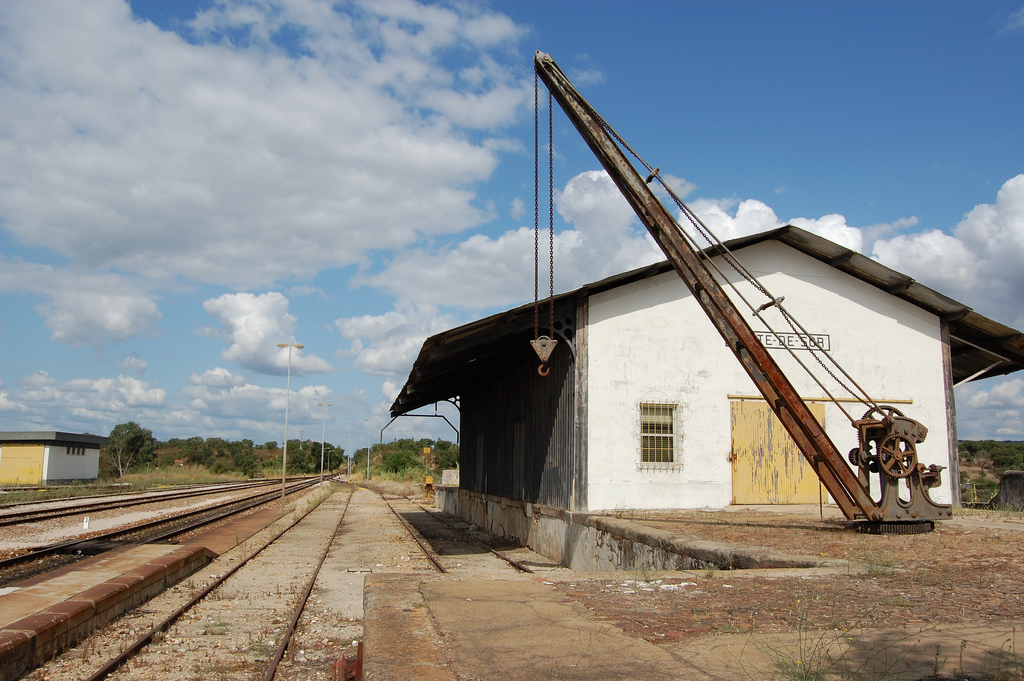
Armazém da Estação de Ponte de Sor, em 2008

### Século XX
Em 1913, existia um serviço de diligências ligando a estação à localidade de Ponte de Sor.
Em 1934, a Junta Autónoma das Estradas realizou um concurso para a construção de um ramal da Estrada Nacional 83-2ª, de forma a servir as estações de Ponte de Sor e Bemposta.

### Século XXI

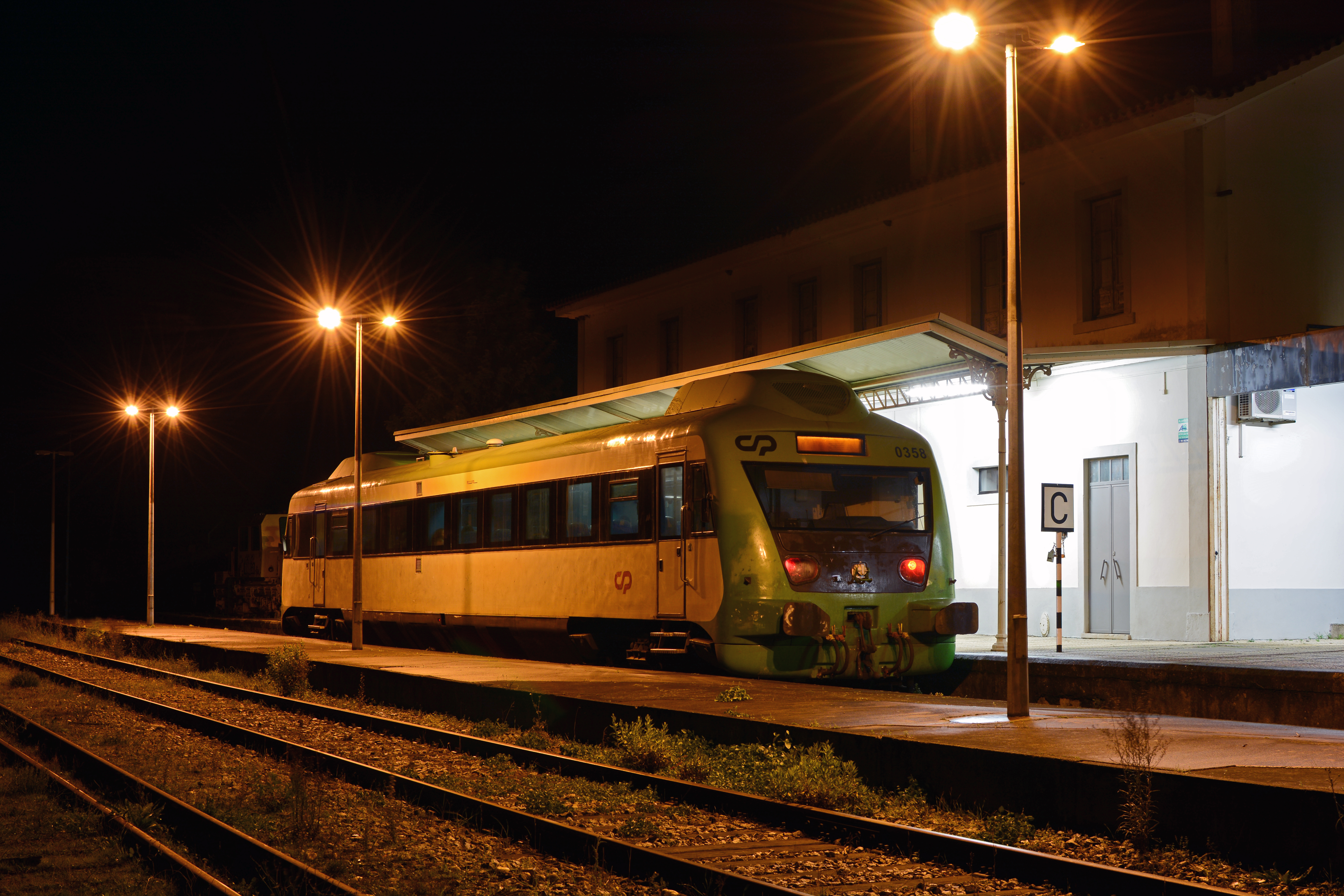
Automotora 0358 em serviço regional, 2016.

Os serviços ferroviários de passageiros foram encerrados em Janeiro de 2012, tendo sido retomados, de forma provisória, em 25 de Setembro de 2015.

No dia 29 de agosto de 2017, os serviços regionais diários entre Entroncamento e Badajoz foram retomados, sendo que o anterior horário de sexta e domingo foi anulado.